# Пичардо, Педро
Педро Пабло Пичардо (исп. Pedro Pablo Pichardo; род. 30 июня 1993, Сантьяго-де-Куба) — португальский легкоатлет кубинского происхождения, выступающий в тройном прыжке. Олимпийский чемпион 2020 года, чемпион мира 2022 года, чемпион Европы 2022 года, чемпион Европы в помещении 2021 года, чемпион Панамериканских игр 2015 года. Рекордсмен Кубы (18,08 м) и Португалии (18,04 м) в тройном прыжке.

## Биография

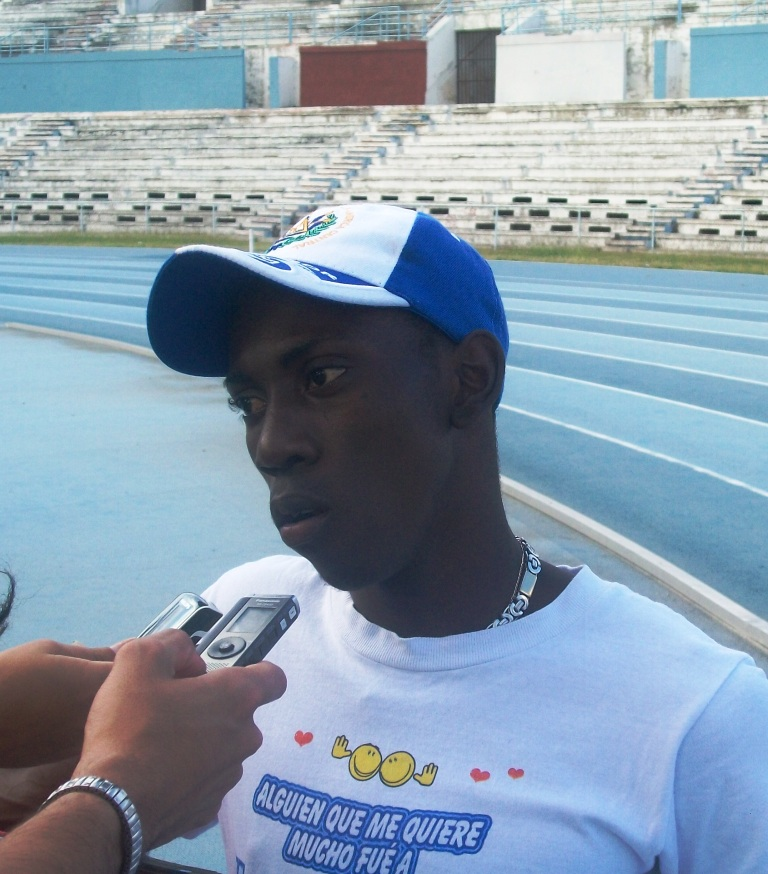

Чемпион Кубы 2013 года с результатом 17,69 м.
На чемпионате Кубы 2014 года, который проходил 18-20 марта он выиграл с результатом 17,71. Таким образом он побил рекорд чемпионатов Кубы 29-летней давности, который был равен 17,57 м.
8 мая 2015 года на соревнованиях в Гаване обновил рекорд страны прыгнув на 17,94 м.
15 мая на этапе Бриллиантовой лиги в Дохе впервые в своей карьере преодолел 18-метровый рубеж, прыгнув на 18,04 м.
28 мая на соревнованиях в Гаване установил новый национальный рекорд — 18,08. Это третий результат в истории лёгкой атлетики. Дальше прыгали только Джонатан Эдвардс и Кенни Харрисон. 24 июля 2015 года Пичардо выиграл Панамериканские игры в Торонто с результатом 17,54 м.
В апреле 2017 года покинул расположение сборной Кубы в Штутгарте, через несколько дней объявившись в Португалии. 27 апреля 2017 года подписал контракт с клубом «Бенфика». 7 декабря 2017 года получил португальское гражданство. С 1 августа 2019 года получил право выступать за Португалию на международных соревнованиях. В мае 2018 года на Бриллиантовой лиге IAAF в Дохе установил рекорд Португалии в тройном прыжке (17,95 м).
На чемпионате мира 2019 года в Дохе занял четвёртое место с результатом 17,62 м, при этом лишь в последней попытке Юг Фабрис Занго из Буркина-Фасо сумел обойти Пичардо с прыжком на 17,66 м.
7 марта 2021 года Пичардо выиграл чемпионат Европы в помещении в польском Торуне с результатом 17,30 м.
5 августа 2021 года Пичардо выиграл золото в тройном прыжке на Олимпийских играх в Токио с рекордом Португалии (17,98 м). Это третий в истории результат для европейских прыгунов после Джонатана Эдвардса (18,29) и Тедди Тамго (18,04). В Токио китаец Чжу Ямин установил личный рекорд, но отстал на 41 см. Пичардо показал также второй и третий лучшие результаты финала (два раза по 17,61 м).
18 марта 2022 года на чемпионате мира в помещении в Белграде Пичардо стал вторым в тройном прыжке с рекордом Португалии в залах (17,46 м), золото выиграл кубинец Ласаро Мартинес (17,64 м).
23 июля 2022 года в американском Юджине Пичардо впервые стал чемпионом мира, показав в финале лучший результат сезона — 17,95 м, всего на 3 см хуже рекорда Португалии. Юг Фабрис Занго отстал на 40 см. 16 августа 2022 года в Мюнхене Пичардо выиграл летний чемпионат Европы, прыгнув на 17,50 м.